# Bjoka
Bjoka (dzongkha འབྱོག་ཀ་) – gewog w dystrykcie Żemgang, w Bhutanie. Według danych z 2017 roku liczył 856 mieszkańców.